# Автошлях E552
E 552 — це європейський маршрут класу B, що сполучає Мюнхен у Німеччині з Лінцом в Австрії. Маршрут приблизно 243 км завдовжки.

## Розв'язки трас та Е-дороги
- Німеччина (на спільних вивісках A 94  потім B 12)
  - Мюнхен:   E45,  E52,  E53,  E54,  E533
  - Ноєттінг
  - Зімбах-ам-Інн (поблизу австрійського кордону)

- Австрія (на спільних вивісках  B 148 потім A 8 та A 25)
  - Браунау-на-Інні (біля кордону з Німеччиною)
  - Вельс
  - Лінц:  E55,  E60